# Daylon Mack
Daylon Mack (Gladewater, 23 febbraio 1997) è un giocatore di football americano statunitense che milita nel ruolo di defensive tackle per i Memphis Showboats della United States Football League (USFL).

## Carriera

### Baltimore Ravens
Mack  fu scelto nel corso del quinto giro (160º assoluto) del Draft NFL 2019 dai Baltimore Ravens. Nella sua stagione da rookie disputò una sola partita, nel quarto turno contro i Cleveland Browns, prima di venire inserito in lista infortunati il 12 novembre.